# Neolophonotus stuckenbergi
Neolophonotus stuckenbergi là một loài ruồi trong họ Asilidae. Neolophonotus stuckenbergi được Londt miêu tả năm 1986. Loài này phân bố ở vùng nhiệt đới châu Phi.